# Esgrima als Jocs Olímpics d'estiu de 1900 - Espasa
L'espasa amateur va ser una de les proves d'esgrima disputades als Jocs Olímpics de París de 1900. Hi van participar 104 tiradors representants de nou nacions.

## Medallistes
| Or          | Plata        | Bronze   |
| Ramón Fonst | Louis Perrée | Léon Sée |

## Ronda preliminar
La primera ronda de la prova constava de 17 sèries en què els tiradors s'enfrontaven seguint el sistema de tots contra tots, passant a la següent ronda els dos primers classificats de cadascuna d'elles. Hi havia 15 sèries de 6 tiradors i 2 amb set.
| Sèrie A | Sèrie A     |
| Posició | Nom         |
| ------- | ----------- |
| 1       | J. M. Rosé  |
| 2       | de Lastours |
| 3-6     | A. Berger   |
| 3-6     | Luquetas    |
| 3-6     | Mosso       |
| 3-6     | A. Tintant  |

| Sèrie B | Sèrie B          |
| Posició | Nom              |
| ------- | ---------------- |
| 1       | de Pradel        |
| 2       | Jean Dreyfuss    |
| 3-6     | de la Chevalerie |
| 3-6     | Gardiès          |
| 3-6     | Hérrison         |
| 3-6     | Ivanovich        |

| Sèrie C | Sèrie C                       |
| Posició | Nom                           |
| ------- | ----------------------------- |
| 1       | Roffo                         |
| 2       | Fouchier                      |
| 3-6     | Pierre Georges Louis d'Hugues |
| 3-6     | Moreil                        |
| 3-6     | Joseph Rodrigues              |
| 3-6     | Véve                          |

| Sèrie D | Sèrie D          |
| Posició | Nom              |
| ------- | ---------------- |
| 1       | Ramón Fonst      |
| 2       | Edmond Wallace   |
| 3       | Willy Sulzbacher |
| 4-6     | Bazin            |
| 4-6     | Fleury           |
| 4-6     | Thomeguex        |

| Sèrie E | Sèrie E               |
| Posició | Nom                   |
| ------- | --------------------- |
| 1       | Gaston Alibert        |
| 2       | Georges de la Falaise |
| 3-6     | Collarini             |
| 3-6     | Grad                  |
| 3-6     | Massé                 |
| 3-6     | Morin                 |

| Sèrie F | Sèrie F            |
| Posició | Nom                |
| ------- | ------------------ |
| 1       | Jean-Joseph Renaud |
| 2       | Maurice Boisdon    |
| 3-6     | de Champeaux       |
| 3-6     | Loizillon          |
| 3-6     | Salvanahac         |
| 3-6     | de Segonzac        |

| Sèrie G | Sèrie G       |
| Posició | Nom           |
| ------- | ------------- |
| 1       | Plommet       |
| 2       | Léon Thiébaut |
| 3       | Lariviére     |
| 4-6     | Adam          |
| 4-6     | Robert Marc   |
| 4-6     | Taillefert    |

| Sèrie H | Sèrie H       |
| Posició | Nom           |
| ------- | ------------- |
| 1       | André Rabel   |
| 2       | Bowden        |
| 3-6     | de Lastic     |
| 3-6     | Georges Leroy |
| 3-6     | Miller        |
| 3-6     | d'Oyley       |

| Sèrie I | Sèrie I           |
| Posició | Nom               |
| ------- | ----------------- |
| 1       | Richard Wallace   |
| 2       | Freydoun Malkom   |
| 3-6     | de Caramas-Chimay |
| 3-6     | de Laugardière    |
| 3-6     | Redeuil           |
| 3-6     | Prospère Sénat    |

| Sèrie J | Sèrie J     |
| Posició | Nom         |
| ------- | ----------- |
| 1       | Levé        |
| 2       | Maurice Jay |
| 3-6     | de Labourde |
| 3-6     | Lemoine     |
| 3-6     | Robinson    |
| 3-6     | de Romilly  |

| Sèrie K | Sèrie K          |
| Posició | Nom              |
| ------- | ---------------- |
| 1       | Giuseppe Giurato |
| 2       | Bideau           |
| 3-6     | de Boissière     |
| 3-6     | Cahan            |
| 3-6     | Fernandès        |
| 3-6     | de la Tournable  |

| Sèrie L | Sèrie L    |
| Posició | Nom        |
| ------- | ---------- |
| 1       | Guillemard |
| 2       | Holzchuch  |
| 3       | Ducreuil   |
| 4-6     | Andreac    |
| 4-6     | Costiesco  |
| 4-6     | A. Robert  |

| Sèrie M | Sèrie M                |
| Posició | Nom                    |
| ------- | ---------------------- |
| 1       | Léon Sée               |
| 2       | Eduardo Camet          |
| 3-6     | Carlos de Candamo      |
| 3-6     | Mauricio Ponce de Léon |
| 3-6     | de Meuse               |
| 3-6     | Rodrigues              |

| Sèrie N | Sèrie N            |
| Posició | Nom                |
| ------- | ------------------ |
| 1       | de Villeneuve      |
| 2       | Moquet             |
| 3-7     | de Cazenove        |
| 3-7     | Thion de la Chaume |
| 3-7     | de Pradines        |
| 3-7     | Prosper            |
| 3-7     | Rosenbaum          |

| Sèrie O | Sèrie O              |
| Posició | Nom                  |
| ------- | -------------------- |
| 1       | Louis Perrée         |
| 2       | Henri-Georges Berger |
| 3-6     | Louis Bastien        |
| 3-6     | François             |
| 3-6     | Peberay              |
| 3-6     | Preurot              |

| Sèrie P | Sèrie P        |
| Posició | Nom            |
| ------- | -------------- |
| 1       | Tony Smet      |
| 2       | Début          |
| 3-7     | Gaston Achille |
| 3-7     | Duclos         |
| 3-7     | Fedreghini     |
| 3-7     | Fichot         |
| 3-7     | Weber          |

| Sèrie Q | Sèrie Q      |
| Posició | Nom          |
| ------- | ------------ |
| 1       | Adrien Guyon |
| 2       | Hileret      |
| 3-6     | Delprat      |
| 3-6     | Lafontaine   |
| 3-6     | Thomeguex    |
| 3-6     | de Vars      |

## Quarts de final
La ronda dels quarts de final es torna a disputar de la manera de tots contra tots. El plantejament inicial era la realització de 6 sèries, dues de cinc tiradors i quatre amb sis. Els tres primers classificats havien de passar ronda, però a l'hora de la veritat tres quartfinalistes abandonaren la competició, cosa que obligà a reorganitzar totes les sèries. Es van establir 5 sèries amb 6 tiradors cadascuna. La darrera d'aquestes sèries incloïa Holzchuch i quatre tiradors que havien perdut en uns altres quarts de final, aconseguint d'aquesta manera una segona oportunitat per passar ronda.
| Quarts de final A | Quarts de final A |
| Posició           | Nom               |
| ----------------- | ----------------- |
| 1                 | Jean Dreyfuss     |
| 2                 | Plommet           |
| 3                 | Levé              |
| 4-6               | Hileret           |
| 4-6               | Moquet            |
| 4-6               | Roffo             |

| Quarts de final B | Quarts de final B     |
| Posició           | Nom                   |
| ----------------- | --------------------- |
| 1                 | Richard Wallace       |
| 2                 | de Lastours           |
| 3                 | Georges de la Falaise |
| 4-6               | Bowden                |
| 4-6               | Guillemard            |
| 4-6               | Léon Thiébaut         |

| Quarts de final C | Quarts de final C |
| Posició           | Nom               |
| ----------------- | ----------------- |
| 1                 | Edmond Wallace    |
| 2                 | Eduardo Camet     |
| 3                 | de Pradel         |
| 4-6               | Bideau            |
| 4-6               | Tony Smet         |
| 4-6               | de Villeneuve     |

| Quarts de final D | Quarts de final D    |
| Posició           | Nom                  |
| ----------------- | -------------------- |
| 1                 | Gaston Alibert       |
| 2                 | Léon Sée             |
| 3                 | Ramón Fonst          |
| 4-6               | Henri-Georges Berger |
| 4-6               | Giuseppe Giurato     |
| 4-6               | Freydoun Malkom      |

| Quarts de final E | Quarts de final E |
| Posició           | Nom               |
| ----------------- | ----------------- |
| 1                 | Maurice Boisdon   |
| 2                 | Louis Perrée      |
| 3                 | J. M. Rosé        |
| 4-6               | Début             |
| 4-6               | Fouchier          |
| 4-6               | Adrien Guyon      |

| Quarts de final F | Quarts de final F |
| Posició           | Nom               |
| ----------------- | ----------------- |
| 1                 | Holzchuch         |
| 2                 | Léon Thiébaut     |
| 3                 | Guillemard        |
| 4-5               | desconeguts       |

| Retirats           |
| Nom                |
| ------------------ |
| Maurice Jay        |
| André Rabel        |
| Jean-Joseph Renaud |

## Semifinals
Les semifinals, amb 18 tiradors, es disputa amb el sistema de tots contra tots. Es disputen tres semifinals, cadascuna d'elles composta per sis tiradors, passant els tres primers a la final.
| Semifinal A | Semifinal A          |
| Posició     | Nom                  |
| ----------- | -------------------- |
| 1           | Gaston Alibert       |
| 2           | Henri Plommet        |
| 3           | Léon Sée             |
| 4-6         | Élie Dor de Lastours |
| 4-6         | Jacques Holzchuch    |
| 4-6         | Joseph-Marie Rosé    |

| Semifinal B | Semifinal B           |
| Posició     | Nom                   |
| ----------- | --------------------- |
| 1           | Georges de la Falaise |
| 2           | Louis Perrée          |
| 3           | Francisco Camet       |
| 4-6         | Maurice Boisdon       |
| 4-6         | Jean Dreyfuss         |
| 4-6         | Jules de Pradel       |

| Semifinal C | Semifinal C          |
| Posició     | Nom                  |
| ----------- | -------------------- |
| 1           | Léon Thiébaut        |
| 2           | Edmond Wallace       |
| 3           | Ramón Fonst          |
| 4-6         | Alexandre Guillemard |
| 4-6         | Marcel Lévy          |
| 4-6         | Richard Wallace      |

## Final
A la final cada tirador disputa 5 o 6 combats. Fonst i Perrée lluiten per la primera posició, però Fonst guanya el combat clau i s'imposa a la competició.
| Posició | Nom                   | Victòries | Derrotes |
| ------- | --------------------- | --------- | -------- |
| Or      | Ramón Fonst           | 4         | 2        |
| Plata   | Louis Perrée          | 4         | 1        |
| Bronze  | Léon Sée              | 3         | 2        |
| 4       | Georges de la Falaise | 3         | 3        |
| 5       | Francisco Camet       | 2         | 3        |
| 6       | Edmond Wallace        | 2         | 4        |
| 7       | Gaston Alibert        | 2         | 3        |
| 8       | Léon Thiébaut         | 2         | 4        |
| 9       | Henri Plommet         | 0         | 6        |